# Tanga

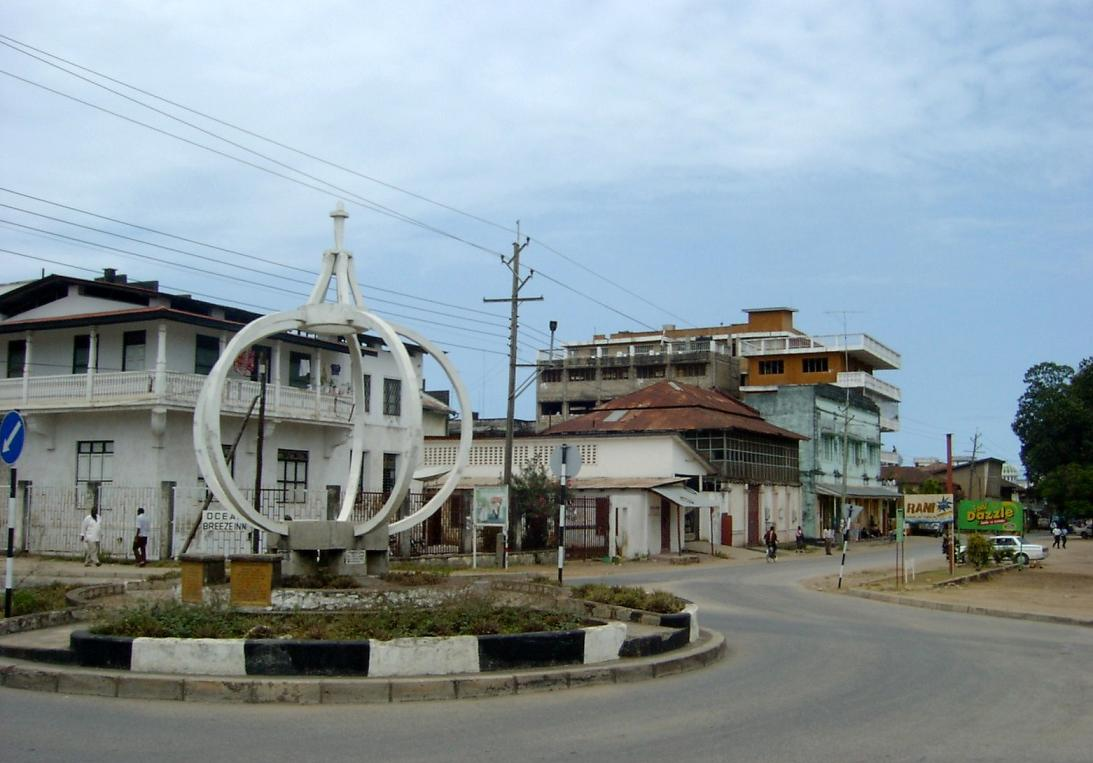
Centrum miasta

Tanga – miasto we wschodniej części Tanzanii, nad Oceanem Indyjskim; stolica regionu Tanga; 246 tys. mieszkańców (2006); przemysł spożywczy, włókienniczy, drzewny; port morski obsługujący ok. 30% obrotów towarowych kraju; wywóz głównie produktów rolnych; port lotniczy Tanga; połączenie kolejowe z Dar es Salaam i Arusza.
W czasie I wojny światowej odbyła się tu bitwa, w której wojska niemieckie rozbiły ośmiokrotnie liczniejszy korpus brytyjski.
W mieście rozwinął się przemysł spożywczy, włókienniczy, drzewny, meblarski, skórzany, chemiczny oraz metalowy. Ponadto w mieście mieszczą się zakłady naprawcze taboru kolejowego.

## Miasta partnerskie
- Eckernförde
- Kemi
- Tifariti
- Toledo
- Weihai